# Osmia maritima
Osmia maritima  (лат.) — вид пчёл рода осмии из трибы Osmiini семейства Мегахилиды. Северная Америка, Северная Евразия.

## Распространение
Голарктика: Канада (Северо-Западные Территории), США (Аляска), Европа (Германия, Голландия, Дания, Норвегия, Швеция, Финляндия) на восток до Монголии, Россия (Восточная Сибирь).

## Описание
Длина около 1 см. Самцы O. maritima отличаются более длинными и редкими волосками на нижней поверхности жгутиков усика (у O. nearctica эти волоски микроскопические), а у самок есть отчётливый киль между вторым и четвёртым зубцом жвал и сильно изогнутые апикально внешние шпоры задних ног. Основная окраска чёрная. Полилекты, посещают цветы различных растений, включая Oxytropis campestris, Dodecatheon frigidum, Penstemon gormanii. Гнездятся в песчаной почве.
Вид был впервые описан в 1885 году немецким энтомологом Генрихом Фризе (Heinrich Friese; 1860—1948) по материалам из Германии (Берлин). Валидный статус вида был подтверждён в ходе ревизии неарктических таксонов рода осмии американскими энтомологами Молли Райтмиер, Терри Грисволдом (Molly G. Rightmyer, Terry Griswold, USDA-ARS Bee Biology and Systematics Laboratory, Utah State University, Logan UT, США) и Майклом Ардусером (Michael S. Arduser, Missouri Department of Conservation, Миссури, США). Вид Osmia maritima сходен с видом Osmia nearctica, отличаясь формой мандибул и клипеуса, внешними шпорами задних ног. Самки Osmia maritima имеют почти чёрное опушение клипеуса (у Osmia nearctica имеется значительное число светлых волосков) и более длинными волосками на галеа. Таксон Osmia maritima это один из двух ныне признаваемых в Северной Америке видов видовой группы xanthomelana species group, чьи таксоны характеризуются более или менее блестящей вентральной областью проподеального треугольника, апикально расширенными мандибулами у самок, и особенностями строения гонофорцепсов гениталий самцов (Rightmyer et al. 2010).